# SXGA
SXGA (ang. Super Extended Graphics Array) – standard rozdzielczości ekranu. Rozdzielczość SXGA ma 1280×1024 piksele. Standard ten jest ulepszoną wersją rozdzielczości ekranu XGA (1024×768 pikseli). Następcami tego standardu są UXGA oraz SXGA+.

Standard ten ma proporcje 5:4, zaś pozostałe 4:3 lub 16:10. Nie jest on więc wymienialny, lecz potrzebuje konkretnego monitora. Zwykle 17″ i 19″ LCD ma proporcje 5:4 lub 16:10 (zwykły lub panoramiczny), zaś 17″ CRT 4:3.

Standardowe rozdzielczości ekranowe